# Horbaci, Busk
Horbaci (în ucraineană Горбачі) este un sat în comuna Toporiv din raionul Busk, regiunea Liov, Ucraina.

## Demografie
Componența lingvistică a localității Horbaci
     Ucraineană (100%)
Conform recensământului din 2001, toată populația localității Horbaci era vorbitoare de ucraineană (100%).